# Jessica Tandy
Jessica Tandy (Londres, Regne Unit, 7 de juny de 1909 – Easton, Connecticut, 11 de setembre de 1994) fou una actriu anglesa nacionalitzada estatunidenca.
En el cinema va participar en The Green Years i The Seventh Cross, però en aquest gènere no assolí popularitat fins molt tard, quan el 1989 guanyà un Oscar de l'Acadèmia de Hollywood per la seva interpretació a Tot passejant Miss Daisy (dirigida per Bruce Beresford), i encara hauria de recollir nous èxits amb Used people (1990), de Beeban Kidron, i Tomàquets verds fregits (1991), de Jon Avnet. Tandy fou molt popular a les sèries televisives.

## Biografia
Ja des de jove, Tandy tenia la determinació de dedicar-se al món de la interpretació, i la seva primera actuació va ser el 1926 en el teatre a Londres. Sobre els escenaris, va treballar en les obres de William Shakespeare Enric V, i en El rei Lear, amb Laurence Olivier i John Gielgud, respectivament.
Estudià art dramàtic a Londres i el 1929 debuta al teatre. El 1930 marxà als Estats Units (on es nacionalitzà el 1954) i allí desenvoluparia la seva carrera professional. Assolí gran èxit a Broadway amb el repertori d'Arthur Miller i Tennessee Williams, especialment amb Un tramvia anomenat desig (d'aquest últim), que el 1947 representà amb Marlon Brando, assumint el paper de Blanche du Bois (que en la versió cinematogràfica interpretaria Vivien Leigh).
Després de separar-se del seu primer marit es va traslladar a Nova York. El 1944 va fer el seu debut cinematogràfic als Estats Units en la pel·lícula The Seventh Cross, i va aparèixer en pel·lícules com La vall del destí (1945), Els anys verds (1946), en la qual interpretava la filla de Cronyn, o Forever Amber (1947). Després de guanyar un premi Tony per la interpretació de Blanche DuBois en la producció original de l'obra de Tennessee Williams Un tramvia anomenat desig, es va concentrar en el teatre i només va fer aparicions esporàdiques en pel·lícules com The Light in the Forest (1958) o la mítica Els ocells (1963) d'Alfred Hitchcock.
El començament dels anys 80 va veure el ressorgir de la carrera de Tandy, amb papers en pel·lícules com El món segons Garp, Amics molt íntims, Sota sospita (totes el 1982), Les Bostonianes (1984), o l'èxit Cocoon: The Return (1985), al costat del seu marit, amb qui va tornar a coincidir en Els nostres meravellosos aliats (1987) i Cocoon: El retorn (1988). El 1987 va guanyar un premi Emmy, pel seu paper en la pel·lícula de televisió Foxfire. No obstant això, el paper que la va portar a ocupar un dels llocs d'honor en la història de Hollywood va arribar el 1989. Aquest any va interpretar Daisy Werthan, una tossuda anciana meridional i jueva en la pel·lícula Tot passejant Miss Daisy, que la va fer creditora de l'Oscar a la millor actriu. Ha estat la persona més longeva que ha guanyat aquest premi, batent en gairebé un any l'anterior marca que tenia l'actor George Burns. Dos anys més tard va aconseguir una nova nominació, aquesta vegada en la categoria de millor actriu de repartiment, pel seu paper a Tomàquets verds fregits (1991). Aquell mateix any va protagonitzar Used People (on interpretava la mare jueva de Shirley MacLaine) i va coprotagonizar el telefilm The Story Lady (1991) al costat de la seva filla en la vida real, Tandy Cronyn. Posteriorment, Ni un pèl de ximple (1994) i Camilla, també el 1994, i en la qual va coincidir per última vegada amb el seu marit. Camilla va ser la seva última interpretació, i va ser tan audaç com per, amb 84 anys i sabent que s'estava morint, tenir una breu escena nua.
Va morir a casa seva, a Easton, Connecticut, l'11 de setembre de 1994, amb 85 anys, a causa d'un càncer d'ovari.

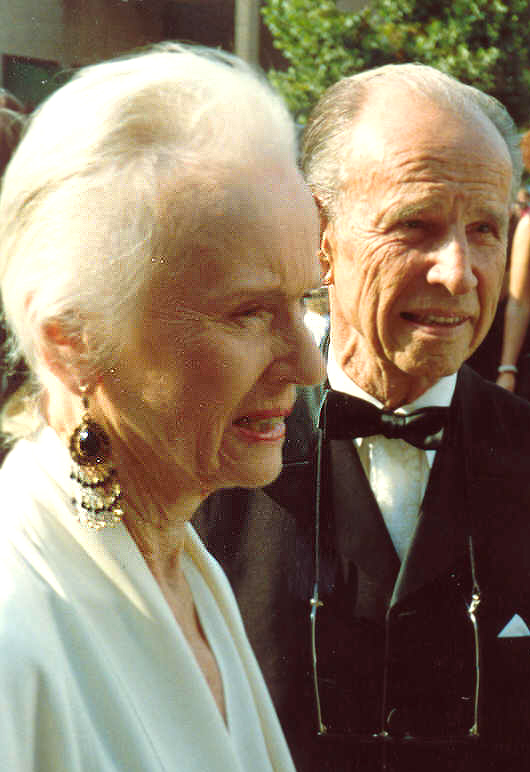
Jessica Tandy i Hume Cronyn

## Vida personal
Es va casar dues vegades: la primera, entre 1932 i 1942, amb l'actor britànic Jack Hawkins, amb qui va tenir una filla, Susan Hawkins (nascuda el 1934); la segona, entre 1942 i fins al dia de la seva mort, amb l'actor canadenc Hume Cronyn. D'aquest matrimoni van néixer els seus fills Christopher Cronyn i l'actriu Tandy Cronyn.

## Filmografia
Les seves pel·lícules més destacades són:
| Any  | Pel·lícula                                                | Paper                   | Notes |
| ---- | --------------------------------------------------------- | ----------------------- | --- |
| 1932 | The Indiscretions of Eve                                  | Maid                    | |
| 1938 | Murder in the Family                                      | Ann Osborne             | |
| 1944 | The Seventh Cross                                         | Liesel Roeder           | |
| 1944 | Blonde Fever                                              | Diner at Inn            | no surt als crèdits |
| 1945 | The Valley of Decision                                    | Louise Kane             | |
| 1946 | Dragonwyck                                                | Peggy O'Malley          | |
| 1946 | The Green Years                                           | Kate Leckie             | |
| 1947 | Forever Amber                                             | Nan Britton             | |
| 1948 | A Woman's Vengeance                                       | Janet Spence            | |
| 1950 | September Affair                                          | Catherine Lawrence      | |
| 1951 | The Desert Fox: The Story of Rommel                       | Frau Lucie Marie Rommel | |
| 1958 | The Light in the Forest                                   | Myra Butler             | |
| 1962 | Hemingway's Adventures of a Young Man                     | Helen Adams             | Nominada – Globus d'Or a la millor actriu secundària                                                                                    |
| 1963 | Els ocells (The Birds)                                    | Lydia Brenner           | |
| 1976 | Butley                                                    | Edna Shaft              | |
| 1981 | Disbauxa a l'autopista (Honky Tonk Freeway)               | Carol                   | |
| 1982 | El món segons Garp (The World According to Garp)          | Mrs. Fields             | |
| 1982 | Sota sospita (Still of the Night)                         | Grace Rice              | |
| 1982 | Amics íntims (Best Friends)                               | Eleanor McCullen        | |
| 1984 | Les bostonianes (The Bostonians)                          | Miss Birdseye           | |
| 1985 | Cocoon                                                    | Alma Finley             | |
| 1987 | Els nostres meravellosos aliats (*batteries not included) | Faye Riley              | |
| 1988 | La casa del carrer Carroll (The House on Carroll Street)  | Miss Venable            | |
| 1988 | Cocoon: The Return                                        | Alma Finley             | |
| 1989 | Tot passejant Miss Daisy (Driving Miss Daisy)             | Daisy Werthan           | Oscar a la millor actriu Globus d'Or a la millor actriu musical o còmica BAFTA a la millor actriu                                       |
| 1991 | Tomàquets verds fregits (Fried Green Tomatoes)            | Ninny Threadgoode       | Nominada − Oscar a la millor actriu secundària Nominada – Globus d'Or a la millor actriu secundària Nominada – BAFTA a la millor actriu |
| 1992 | Un amor de tardor (Used People)                           | Freida                  | |
| 1993 | To Dance with the White Dog                               |                         | Nominada – Primetime Emmy a la millor actriu en minisèrie o especial                                                                    |
| 1994 | A Century of Cinema                                       | Ella mateixa            | documental |
| 1994 | Nobody's Fool                                             | Beryl Peoples           | |
| 1994 | Camilla                                                   | Camilla Cara            | |